# Галас джунглів
Ласкаво просимо до джунглів — рідного дому для безлічі тварин!
Одного ранку мавпеня, слоненя та їжачок помічають дивну істоту, небачену ними донині. Це — прибулець із космосу Фніп. Він опинився тут випадково та не знає де знаходиться його корабель. Для Фніпа у джунглях усе нове, він боїться навіть бджіл. Тому без допомоги нових друзів загублений корабель Фніпу не знайти. Біда у тім, що його тато прилетів на Землю аби захопити її. Тож земляни, показавши прибульцю красу свого світу, тим самим можуть його врятувати.
Прем'єра відбулася 15 червня 2020 року; кінокомпанія «Sunrise Productions».

### Озвучували
- Джон Ґерразіо
- Девід Менкін
- Люсі Монтгомері
- Девід Рінтул